# Scottish Championship 2024-2025
La Scottish Championship 2024-2025 è la dodicesima edizione dell'omonima competizione e la 119ª edizione totale della seconda serie del campionato scozzese di calcio. La stagione è iniziata il 2 agosto 2024 e si concluderà il 2 maggio 2025.

## Stagione

### Novità
Dalla Scottish Premiership 2023-2024 è retrocesso il Livingston, mentre dalla Scottish League One sono stati promossi il Falkirk e l'Hamilton Academical, quest'ultima tramite play-off. Queste squadre sostituiscono rispettivamente il Dundee Utd (promosso in Premiership), l'Arbroath e l'Inverness (retrocessi in League One).

### Regolamento
Il campionato è composto di 10 squadre che si affrontano in doppi gironi di andata e ritorno per un totale di 36 giornate.

La prima classificata viene promossa direttamente in Scottish Premiership. La 2ª, la 3ª e la 4ª classificata e l'11ª classificata della Scottish Premiership 2024-2025 si affrontano nei playoff per un posto in Scottish Premiership.

L'ultima classificata viene retrocessa direttamente in Scottish League One. La 9ª classificata partecipa ai playoff per un posto in Scottish Championship assieme alla 2ª, alla 3ª e alla 4ª classificata in Scottish League One 2024-2025.

## Squadre partecipanti
| Squadra             | Città       | Stadio              | Stagione precedente                                       |
| ------------------- | ----------- | ------------------- | --------------------------------------------------------- |
| Airdrieonians       | Airdrie     | Excelsior Stadium   | 4º posto in Scottish Championship                         |
| Ayr Utd             | Ayr         | Somerset Park       | 7º posto in Scottish Championship                         |
| Dunfermline         | Dunfermline | East End Park       | 6º posto in Scottish Championship                         |
| Falkirk             | Falkirk     | Falkirk Stadium     | 1º posto in Scottish League One, promosso                 |
| Greenock Morton     | Greenock    | Cappielow Park      | 5º posto in Scottish Championship                         |
| Hamilton Academical | Hamilton    | New Douglas Park    | 2º posto in Scottish League One, promosso dopo i play-off |
| Livingston          | Livingston  | Almondvale Stadium  | 12º posto in Scottish Premiership, retrocesso             |
| Partick Thistle     | Glasgow     | Firhill Stadium     | 3º posto in Scottish Championship                         |
| Queen's Park        | Glasgow     | Lesser Hampden Park | 8º posto in Scottish Championship                         |
| Raith Rovers        | Kirkcaldy   | Stark's Park        | 2º posto in Scottish Championship                         |

## Classifica
Aggiornata al 3 maggio 2025.
|  | Pos. |                           | Pt | G  | V  | N  | P  | GF | GS | DR  |
|  | ---- | ------------------------- | -- | -- | -- | -- | -- | -- | -- | --- |
|  | 1.   | Falkirk                   | 73 | 36 | 22 | 7  | 7  | 72 | 33 | +39 |
|  | 2.   | Livingston                | 70 | 36 | 20 | 10 | 6  | 55 | 27 | +28 |
|  | 3.   | Ayr Utd                   | 63 | 36 | 18 | 9  | 9  | 57 | 39 | +18 |
|  | 4.   | Partick Thistle           | 55 | 36 | 15 | 10 | 11 | 43 | 38 | +5  |
|  | 5.   | Raith Rovers              | 53 | 36 | 15 | 8  | 13 | 47 | 43 | +4  |
|  | 6.   | Greenock Morton           | 48 | 36 | 12 | 12 | 12 | 42 | 48 | -6  |
|  | 7.   | Dunfermline               | 35 | 36 | 9  | 8  | 19 | 28 | 43 | -15 |
|  | 8.   | Queen's Park              | 35 | 36 | 9  | 8  | 19 | 36 | 55 | -19 |
|  | 9.   | Airdrieonians             | 29 | 36 | 7  | 8  | 21 | 34 | 62 | -28 |
|  | 10.  | Hamilton Academical (-15) | 21 | 36 | 10 | 6  | 20 | 38 | 64 | -26 |

Legenda:

      Campione di Championship e promossa in Premiership 2025-2026
      Promossa in Premiership 2025-2026 dopo spareggio
 Ammessa ai play-off o ai play-out.
      Retrocessa in League One 2025-2026
Tre punti a vittoria, uno a pareggio, zero a sconfitta.
La classifica viene stilata secondo i seguenti criteri:
- Punti conquistati
- Differenza reti generale
- Reti totali realizzate
- Punti realizzati negli scontri diretti
- Differenza reti negli scontri diretti
- Reti realizzate negli scontri diretti
- play-off (solo per definire la promozione, la retrocessione e i playoff)

Note:
All'Hamilton Academical sono stati detratti 15 punti per aver violato molteplici regole della SPFL.

## Spareggi

### Play-off Premiership/Championship

#### Quarto di finale
| Andata:       |                 |       |                 |                          |
| 6 maggio 2025 | Partick Thistle | 0 – 1 | Ayr Utd         | Glasgow, Firhill Stadium |
| Ritorno:      |                 |       |                 |                          |
| 9 maggio 2025 | Ayr Utd         | 0 – 2 | Partick Thistle | Ayr, Somerset Park       |

#### Semifinale
| Andata:        |                 |       |                 |                                |
| 13 maggio 2025 | Partick Thistle | 0 – 2 | Livingston      | Glasgow, Firhill Stadium       |
| Ritorno:       |                 |       |                 |                                |
| 16 maggio 2025 | Livingston      | 2 – 0 | Partick Thistle | Livingston, Almondvale Stadium |

#### Finale

##### Andata
| Arbitro: | John Beaton |

|                  |           |                 |
| Danny Wilson 45’ | Marcatori | 90’ (rig.) Hale |

##### Ritorno
| Dingwall 26 maggio 2025, ore 20.00 | Ross County | 2 – 4 | Livingston | Victoria Park |

### Play-off Championship/League One

#### Semifinali
| Andata:        |                    |       |                    |                               |
| 6 maggio 2025  | Stenhousemuir      | 1 – 3 | Airdrieonians      | Stenhousemuir, Ochilview Park |
| 6 maggio 2025  | Queen of the South | 0 – 0 | Cove Rangers       | Dumfries, Palmerston Park     |
| Ritorno:       |                    |       |                    |                               |
| 10 maggio 2025 | Airdrieonians      | 2 – 1 | Stenhousemuir      | Airdrie, Excelsior Stadium    |
| 10 maggio 2025 | Cove Rangers       | 2 – 1 | Queen of the South | Aberdeen, Balmoral Stadium    |

#### Finale

##### Andata
| Arbitro: | Lloyd Wilson |

|              |           |                          |
| McGrattan 6’ | Marcatori | 16’ MacDonald 63’ Strapp |

##### Ritorno
| Airdrie 17 maggio 2025, ore 17.30 | Airdrieonians | 0 – 0 | Cove Rangers | Excelsior Stadium (1 904 spett.)\| Arbitro: \| Ross Hardie \| |
| Arbitro:                          | Ross Hardie   |       |              |                                                               |